# Různozubci
Různozubci (Heterodontiformes) jsou monotypický řád žraloků, který zahrnuje jedinou čeleď různozubcovití (Heterodontidae) s rodem různozubec (Heterodontus). Jsou relativně malí, měří 50–150 cm. Postrádají oční blánu. Mají dvě hřbetní ploutve, každá s jedním trnem. Hřbetní a řitní ploutev obsahuje chrupavku. Jsou vejcoživorodí, samice produkuje vajíčka ve šroubovité schránce. Vyskytují se v tropických a subtropických vodách Tichého a Indického oceánu.

## Seznam druhů
- řád Heterodontiformes – různozubci
  - čeleď Heterodontidae Gray, 1851 – různozubcovití
    - rod Heterodontus Blainville, 1816 – různozubec
      - Heterodontus francisci (Girard, 1855) – různozubec sanfranciský
      - Heterodontus galeatus (Günther, 1870) – různozubec přilbovitý
      - Heterodontus japonicus Miklouho-Maclay & Macleay, 1884 – různozubec japonský
      - Heterodontus mexicanus Taylor & Castro-Aguirre, 1972 – různozubec mexický
      - Heterodontus omanensis Baldwin, 2005
      - Heterodontus portusjacksoni (Meyer, 1793) – různozubec portjacksonský
      - Heterodontus quoyi (Fréminville, 1840) – různozubec galapážský
      - Heterodontus ramalheira (Smith, 1949) – různozubec mozambický
      - Heterodontus zebra (Gray, 1831) – různozubec pruhovaný